# Ibérské království
Ibérie (gruzínsky იბერია Iberia, latinsky Iberia, řecky Ἰβηρία) byl římský a řecký název pro starověké gruzínské království Kartli, které existovalo od 4. století př. n. l. do 6. století n. l. Pojem „Kavkazská Ibérie“ je používán proto, aby nedošlo k záměně s evropskou Ibérií – Pyrenejským poloostrovem. Kavkazská Ibérie společně s přímořským státem Kolchida položila základy gruzínské státnosti a gruzínského národa.

## Historie

### Vznik
Na přelomu pravěku a starověku bylo území Kavkazské Ibérie osídleno několika různými kmeny, souhrnně označovanými jako Kura-arakská kultura nebo jako Kavkazští Iberové, jak byli nazýváni starověkými učenci. Obyvatelé Ibérie se však sami nazývali Kartli podle bájného vůdce jejich národa Kartlose. Mezi iberskými kmeny možná sehrál důležitou úlohu kmen Moschi (Mescheti) a jejich možní potomci z kmene Sasper, o kterém se zmiňoval i Hérodotos, když se jim podařilo postupem času sjednocovat ostatní iberské kmeny pod jednu vládu. Usídlili se podél řeky Kury a založili město Mccheta, které se stalo později hlavním městem Ibérie. Vládce Mcchety nesl tehdy titul „mamasachlisi“ (gruz. „otec v domácnosti“).
V raně středověké kronice Moktsevai Kartlisai (Přeměna Kartli) vystupuje historicky nedoložený král Azo, jehož lid měl pocházet z Arian-Kartli, což byl název pro původní domovinu gruzínského národa (respektive všech proto-iberských národů) nacházející se právě v okolí Mcchety. Jiná gruzínská kronika Kartlis Tskhovreba (Dějiny Kartlie) však tvrdí, že Azo byl důstojníkem ve vojsku Alexandra Velikého, který dobyl území Ibérie a zbavil místní kmenové vůdce moci ve prospěch Aza. Ten byl později poražen jeho vazalem Farnavazem I. Iberským. Tento příběh o Alexandrově invazi do Ibérie se sice ukázal být smyšleným, nicméně odráží skvěle vznik Iberského království ve 4. století př. n. l. a touhu pozdějších gruzínských historiků o spojení jejího vzniku s osobou Alexandra Velikého.

### Farnavaz I. a jeho dynastie
Farnavaz I., který vzešel z mocenského boje, se stal prvním historicky doloženým (leč stále ještě spíše legendárním) králem Ibérie. Vládl od 302 př. n. l. do zhruba 237 př. n. l.. Farnavazovi se povedlo vyhnat ze země cizí vojska a ještě si podrobil části území okolních států, včetně Kolchidy, kterou Gruzínci nazývali Egrisi. Navíc dokázal získat uznání nezávislosti Ibérie Říší Seleukovců, která vznikla z trosek impéria Alexandra Velikého. Poté začal Farnavaz své království budovat. Nechal vystavět nedaleko Mcchety pevnost Armazi, pojmenovanou podle stejnojmenného starého gruzínského pohanského boha, a vytvořil systém správy království tak, že rozdělil území na saeristavoebi (sg. saeristavo) – knížectví, které spravoval místní kníže, velmož, nebo panovníkem dosazený guvernér. Také se za jeho vlády zavedlo nové písmo asomtavruli.
Farnavazovi nástupci pak dokázali rozšířit území směrem na sever až do hor Velkého Kavkazu a ovládli Darialský průsmyk (tehdy znám jako „Iberská brána“). Jenže pak koncem 2. století př. n. l. přišly války se sousedními královstvími a Ibérie se musela bránit proti několika invazím, při kterých ztratila jižní provincie ve prospěch Arménie a provincie dobyté Farnavazem od Kolchidy vyhlásily na Ibérii nezávislost. Problémy země vyvrcholily v roce 90 př. n. l., když byl král Parmadžom sesazen z trůnu svým vlastním lidem a korunu získal arménský princ Aršak I. Země se pod jeho vládou silně vázala na sousední Arménii.

### Římská ochrana

Ibérie na mapě Říma v roce 117

Díky těmto těsným vazbám byla Ibérie v roce 65 př. n. l. vystavena invazi římského generála Pompeia, který vedl válku s Arménií a Mithridatem Pontským. V roce 36 př. n. l. pak ještě jednou, když byl iberský král Farnavaz II. donucen táhnout s Římany do války s kavkazskou Albánií. Ačkoliv zůstala Ibérie na Římu stále nezávislá, byla zde znát římská přítomnost a ochrana. Sousední Kolchida se například stala římskou provincií. Kamenné nápisy v Mcchetě dokonce odhalily, že její vládce Mithridatés I. (58–106 n. l.) byl blízkým přítelem římských císařů. Císař Vespasianus v roce 75 nechal na důkaz nadstandardních vztahů pro Ibery opevnit Mcchetu.
Následující dvě století byla Ibérie stále pod silným římským vlivem a pomalu si obnovovala svou bývalou moc. Za vlády Parasmana II. došlo k ochlazení vztahů, nicméně císař Hadrián dokázal s vládcem Ibérie vztahy napravit. Když se římským císařem stal Antoninus Pius, vztahy Říma s Ibérií se dostaly na takovou úroveň, že král Parasmanes II. dokonce osobně navštívil Řím a Cassius Dio napsal, že mu na jeho počest v Římě vytesali sochu. Řím poté přestal na Ibérii hledět jako na závislé území a uznával ji jako svého spojence. Z tohoto spojenectví pak obě země těžily v době válek s Parthií.

### Řím, Byzanc nebo Persie?
Zlomem byl rok 224, když místo vadnoucí Parthské říše vznikla nová, silnější říše Sásánovská. Přítomnost nového mocného souseda donutila vládce Ibérie změnit svou orientaci na Persii a stát se plátcem tributu perskému králi Šápúrovi I. a vyhlásit nepřátelství Římu. Vztahy se Sásánovci vypadaly zprvu dobře, když jim Iberové pomohli ve válce s Římem, a ti brali iberského krále Amazaspa III. jako vysokého hodnostáře Sásánovské říše, a ne jako vazala. Nicméně sásánovská nadvláda nad Iberií začala být zřejmá s příchodem perského náboženství zoroastrismu na Kavkaz mezi léty 260 a 290. Nicméně mírová smlouva z Nisibu uzavřená mezi Římem a Sásánovci rozdělila oblast Blízkého východu na sféry vlivu a Ibérie se dostala opět pod vliv římský. Římané pak uznali krále Miriana III. vládcem Ibérie.

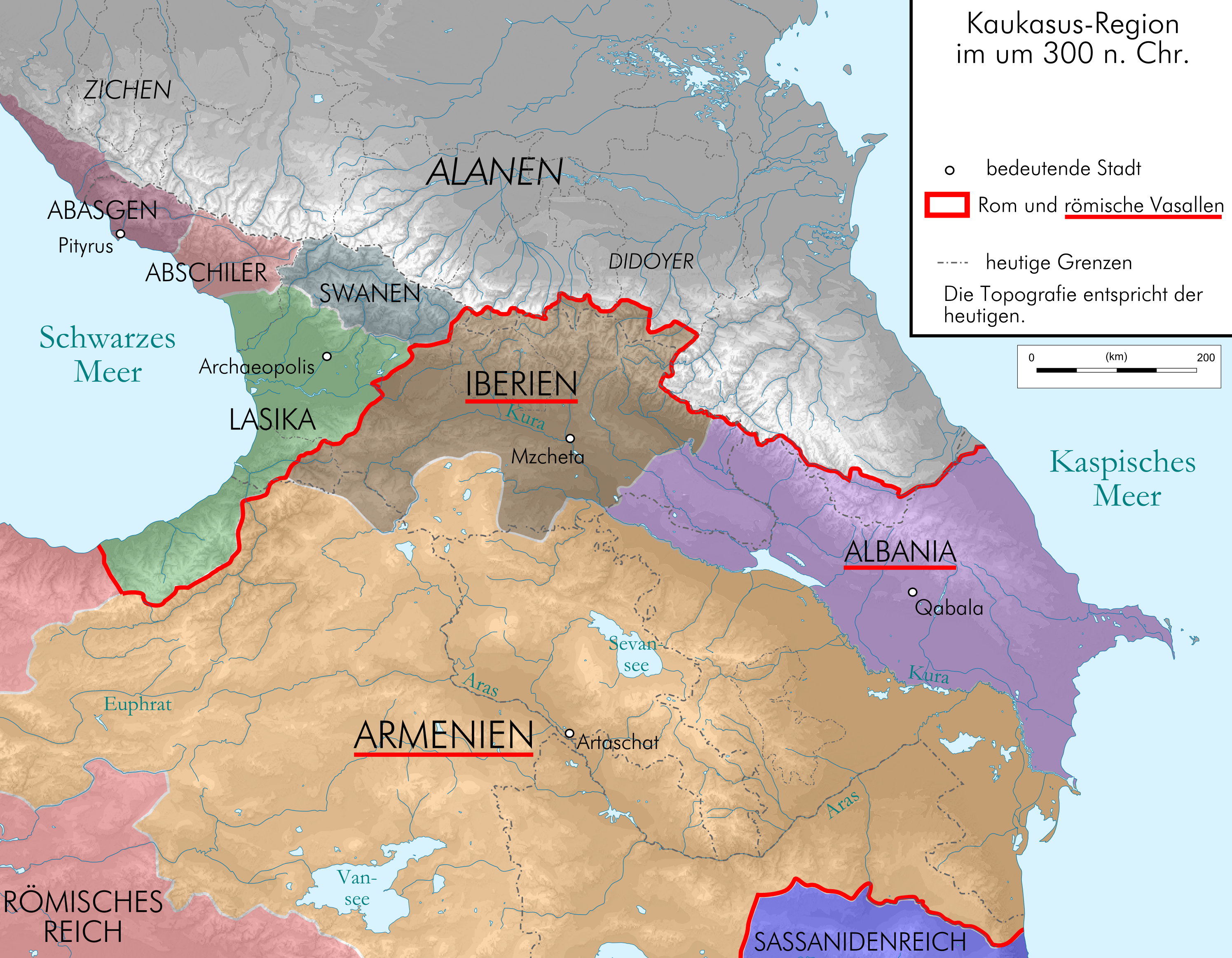
Mapa Ibérie kolem roku 300

Ten zavedl křesťanství jako státní náboženství a v roce 317 se s předními šlechtici dal pokřtít. Toto období je spojené s gruzínskou světicí sv. Ninou, která působila jako misionářka v Ibérii už od roku 303. Křesťanství se nakonec ukázalo být dalekosáhlou změnou orientace gruzínského lidu a ostatních obyvatel Ibérie (na Řím a hlavně Konstantinopol) s dopadem na jejich kulturu, společnost i způsob života. Jenže římský císař Julianus padl a prohrál další válku s Persií a území Ibérie pak ovládli opět Sásánovci. Iberský král Varaz-Bakur I. se musel stát vazalem Sásánovců. Král Parasmanes IV. pak dokázal obnovit suverenitu státu a přestal platit Sásánovcům tribut. Nemělo to však dlouhého trvání, protože Sásánovci vytvořili úřad místokrálů (pitiaxae), který měl dohlížet na vazaly a na placení tributů. Tito místokrálové se vlastně stali skutečnými vládci svěřených území. Nad Ibérií dohlíželi místokrálové jmenovaní z řad propersky orientované šlechty pocházející z regionu Kvemo Kartli. Ti zavedli v Ibérii nejen silnou orientaci na Persii, ale opět zavedli zoroastrismus jako státní náboženství. Křesťanství však na území Ibérie již tak zakořenilo, že byla tato snaha o konverzi neúspěšná.
Nakonec se k moci v Ibérii dostal král Vachtang I. Gorgasali, původně vazal, který se dokázal díky upevnění moci nad obyvateli severního Kavkazu, Kolchidy a severní Arménie vymanit z vlivu místokrálů a Persie a zasadil se o obnovení slávy království Ibérie. Ve Mcchetě založil patriarchát gruzínské ortodoxní a apoštolské církve a založil budoucí hlavní město Gruzie Tbilisi. V roce 482 vedl celonárodní povstání proti perské nadvládě a zahájil dvacet let trvající válku za nezávislost, kterou ukončila v roce 502 jeho porážka.

### Úpadek a rozpad
Boj o moc nad Kavkazem na začátku 6. století mezi Byzancí a Sásánovci a další neúspěšné protiperské povstání v roce 523 vedené Bakurem II. znamenal pro Ibérii konec autonomie. Sásánovci posílili pravomoci místokrálů a král Ibérie tak ztratil nad svým územím moc. Perský král Hormizd IV. pak v roce 580 po smrti krále Bakura III. zrušil království Ibérie a její území degradoval na perskou provincii, které vládl guvernér jmenovaný perským králem. Gruzínská šlechta pak žádala o pomoc byzantského císaře Maurikia, aby se zasadil o obnovu iberského království, ale ten si se Sásánovci v roce 591 území Ibérie rozdělil (Tbilisi Peršanům a Mccheta Byzanci).
Tato dohoda naštěstí platila jen do roku 607, když se kníže Štěpán I., vládnoucí byzantské části bývalého království Ibérie, rozhodl přidat k Sásánovcům, aby gruzínský národ nebyl rozdělený mezi dva státy, když už nemohl být samostatný. Ovšem válečné tažení byzantského císaře Herakleia v letech 627–628 znamenala návrat Ibérie pod byzantský vliv, ve kterém zůstal až do příchodu Arabů v roce 645.

### Tbiliský emirát
Arabové přišli k hranicím iberského knížectví v roce 645 a donutili jeho eristaviho (knížete) Štěpána II. opustit byzantskou příslušnost a uznat arabského chalífu jako svého nového pána. Ibérie se tak zase stala plátcem tributu a do Tbilisi byl dosazen v roce 653 arabský emír. Z arabského vlivu se Ibérie vymanila až na počátku 9. století, když eristavi Ašot I. z jihozápadogruzínského rodu Bagrationů využil oslabení Arabské říše a prohlásil svůj rod za nový dědičný vládnoucí rod nad iberským knížectvím opět pod patronátem Byzance. Jeho nástupce Ardanase II. pak formálně ještě jako byzantský vazal přijal v roce 888 po více než 300leté odmlce iberskou královskou korunu. Korunován byl už ne jako vládce Ibérie, ale jako „Král všech Gruzínců“. Jeho potomek Bagrat III. pak dokázal kolem roku 1000 sjednotit okolní rozdrobená knížectví v Gruzii pod jedinou vládu a položil tak základ existence Gruzínského království.